# محمدباقر اصفهانی
محمدباقر اصفهانی یا محمدباقر سمسوری از استادان برجستهٔ خط نستعلیق در قرن سیزدهم هجری در شهر اصفهان هم‌عصر فتحعلی‌شاه، محمدشاه ‍‌و‍ ناصرالدین‌شاه قاجار است.
او اهل بلوک جی (شهر خوراسگان یکی از شهرهای استان اصفهان) و از اعاظم نستعلیق‌نویسان بوده‌است. او از شاگردان مکتب میرعماد بوده و به تقلید آثار این استاد بزرگ راغب بوده‌است کمتر کسی به خوبی او خطهای میر را تقلید کرده‌است.
دکتر بیانی در کتاب احوال و آثار خوشنویسان به نقل از تذکره خوشنویسان سپهر تاریخ وفاتش را ۱۲۳۳ نقل کرده اما گفته است که آثاری از او تا ۱۲۴۸ دیده است.
از طرفی محمدباقر تا سال ۱۲۶۲ ه‍. ق که تاریخ وفات عیال فتحعلیشاه است باید زنده بوده باشد زیرا سنگ قبر او را که مانند گوهری تابناک در تخت فولاد اصفهان می‌درخشد با خط خوش نستعلیق نوشته است.
عبدالرحیم سمیرمی نستعلیق‌نویس قرن سیزدهم (درگذشت ۱۳۰۵ه‍. ق) از جمله شاگردان او ذکر شده‌است.